# Віскітки (гміна)
Гміна Віскіткі (пол. Gmina Wiskitki) — місько-сільська гміна у центральній Польщі. Належить до Жирардовського повіту Мазовецького воєводства.
Станом на 31 грудня 2011 у гміні проживало 9864 особи.
Статус з сільської на місько-сільську змінено 1 січня 2021 року.

## Площа
Згідно з даними за 2007 рік площа гміни становила 150.94 км², у тому числі:
- орні землі: 72.00%
- ліси: 20.00%

Таким чином, площа гміни становить 28.34% площі повіту.

## Населення
Станом на 31 грудня 2011:
| Опис     | Загалом | Загалом | Чоловіки | Чоловіки | Жінки | Жінки |
| -------- | ------- | ------- | -------- | -------- | ----- | ----- |
| одиниця  | осіб    | %       | осіб     | %        | осіб  | %     |
| все      | 9864    | 100     | 4940     | 50.08    | 4924  | 49.92 |
| міське   | 0       | 100     | 0        |          | 0     |       |
| сільське | 9864    | 100     | 4940     | 50.08    | 4924  | 49.92 |

## Сусідні гміни
Гміна Віскіткі межує з такими гмінами: Баранув, Болімув, Жирардув, Нова-Суха, Пуща-Марянська, Радзейовіце, Тересін, Якторув.